# Хъмфри Рептън
Хъмфри Рептън е британски архитект, роден на 21/04/1752, починал 1818 г.
Хъмфри Рептън представител на школата, която през викторианската епоха налага богатството на растителността в градините, пише „Червените книги“. В тях подробно описва проектантските и строителните работи.
Той формулира четири основни принципа за пейзажно изкуство: първо – разкрива се красотата на природата, второ – създава се илюзия за обширност, трето – не се внася изкуствено в картината, и четвърто – премахват се всички елементи, които не са декоративни и не могат да се интегрират в парковия пейзаж.